# Citorus decurtatus
Citorus decurtatus är en insektsart som beskrevs av Carl Stål 1855. Citorus decurtatus ingår i släktet Citorus och familjen dvärgstritar. Inga underarter finns listade i Catalogue of Life.